# Val d'Oten
La val d'Oten (val de Ótin) è una profonda incisione fluvioglaciale che separa il massiccio dell'Antelao dalla lunga catena delle Marmarole, che incombe sulla valle con il suo ripidissimo versante sud.
In destra orografica, all'altezza della confluenza del torrente Oten (Ega de Ótin) con il rio Antelao, si sviluppa la laterale e a lunghi tratti pianeggiante val Antelao, culminante con il solco prativo denominato Cianpestrin.

## Caratteristiche
La particolarità della valle, nel tratto che si sviluppa ai piedi della sezione centrale delle Marmarole, consiste nelle sue caratteristiche morfologiche e geologiche: dirupata e verticale nei versanti, detritica nel fondovalle, appare come una grande fiumana ghiaiosa, alimentata da colate
laterali che formano diversi conoidi di deiezione.

Superato il Pian de la Gravina, e quindi la parte di natura detritica della valle, il territorio si addolcisce. Al riparo ormai dalle gravine, si raggiunge la malga Piani d'Oten in prossimità di un bel pianoro prativo, evidentemente un tempo adibito a pascolo, e di lì la vicina Capanna degli Alpini (1.395 m).

Da qui una breve digressione permette di raggiungere la cascata delle Pile, generata dall'impeto del torrente Oten alimentato dal ghiacciaio Inferiore dell'Antelao. La testata della valle culmina con la Forcella Piccola (2.120 m), appena sopra il rifugio Galassi (2.018 m).

## Escursioni

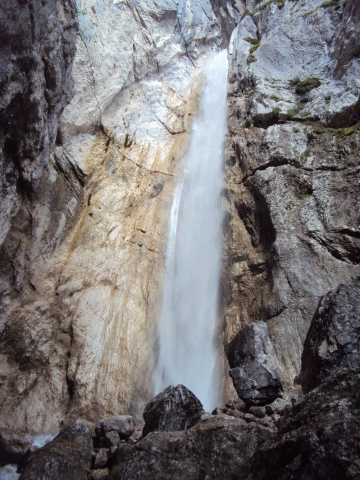
La cascata del torrente Oten

- Dal rifugio Galassi, seguendo il segnavia 250, attraverso la Forcella del Ghiacciaio (che taglia lo sperone roccioso che divide i due ghiacciai, l'Inferiore dal Superiore) si raggiunge il rifugio Antelao in 5.30 h circa. Percorso per escursionisti esperti attrezzato, EEA.
- Dalla Forcella Piccola ha inizio la normale per l'Antelao, segnavia rosso discontinuo, percorso alpinistico, A.
- Risalendo la val Diassa, per sentiero turistico con segnavia 260, è raggiungibile il rifugio Chiggiato in 2.15 h.

## Galleria d'immagini

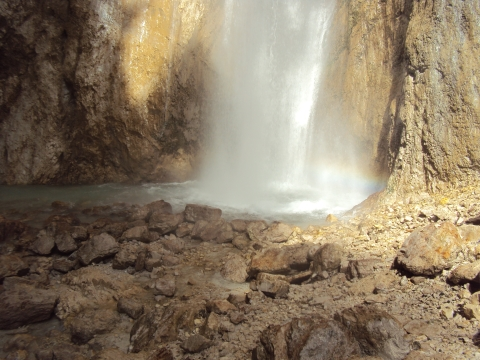
Cascata delle Pile (torrente Oten)
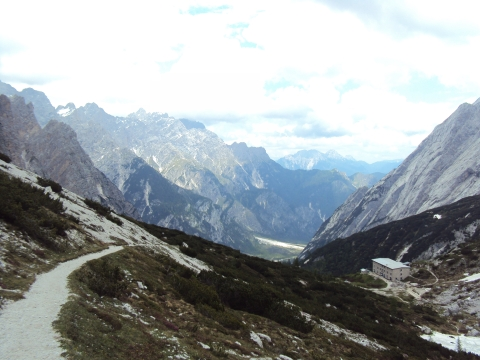
La valle e il rifugio Galassi
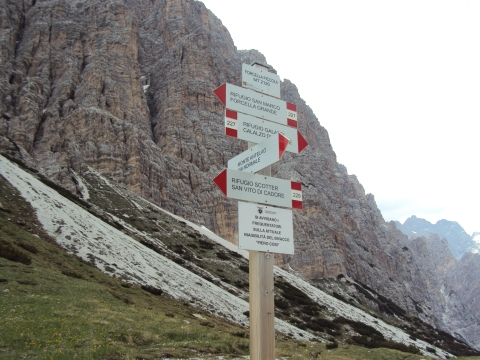
Forcella Piccola e Scoter